# Julius Boros
Julius Nicholas Boros (Fairfield, 3 maart 1920 – Fort Lauderdale, 28 mei 1994) was een Amerikaans golfprofessional van Hongaarse origine. Tijdens zijn golfcarrière op de PGA Tour won hij 18 golftoernooien waarvan 3 majors.

## Biografie
In 1949 werd Boros op 29-jarige leeftijd een golfprofessional en debuteerde op de PGA Tour. Op 15 juni 1952 behaalde hij met het US Open zijn eerste profzege en tevens de eerste major in zijn golfcarrière. In 1963 won hij voor de tweede keer het US Open. Zijn derde en laatste major was het PGA Championship op 21 juli 1968. Op 18 augustus 1968 behaalde hij zijn laatste zege op de PGA Tour door de Westchester Classic te winnen.
In 1982 werd Boros opgenomen op de World Golf Hall of Fame. In 1994 overleed hij door een fatale hartaanval op de golfbaan van de Coral Ridge Country Club in Fort Lauderdale, Florida. Hij werd op de golfkar dood aangetroffen door twee leden van de club.

## Erelijst
PGA Tour
| Nr. | Datum             | Toernooi                         | Score           | Score | Info                                            |
| --- | ----------------- | -------------------------------- | --------------- | ----- | ----------------------------------------------- |
| 1   | 15 juni 1952      | US Open                          | 71-71-68-71=281 | +1    |                                                 |
| 2   | 11 augustus 1952  | World Championship of Golf       | 68-71-70-67=276 | −12   | Won de play-off van Cary Middlecoff             |
| 3   | 7 mei 1954        | Ardmore Open                     | 68-69-72-70=279 | −1    |                                                 |
| 4   | 18 juli 1954      | Carling Open                     | 71-70-68-70=280 | −8    | Won de play-off van George Fazio                |
| 5   | 14 augustus 1955  | World Championship of Golf       | 70-72-69-70=281 | −7    |                                                 |
| 6   | 11 mei 1958       | Arlington Hotel Open             | 70-64-68-71=273 | −15   |                                                 |
| 7   | 9 november 1958   | Carling Open Invitational        | 74-66-70-74=284 | −4    |                                                 |
| 8   | 14 september 1959 | Dallas Open Invitational         | 68-66-70-70=274 | −10   |                                                 |
| 9   | 15 mei 1960       | Colonial National Invitation     | 70-71-69-70=280 | par   |                                                 |
| 10  | 12 mei 1963       | Colonial National Invitation     | 71-66-71-71=279 | −1    |                                                 |
| 11  | 9 juni 1963       | Buick Open Invitational          | 66-71-68-69=274 | −14   |                                                 |
| 12  | 23 juni 1963      | US Open                          | 71-74-76-72=293 | +9    | Won de play-off van Jacky Cupit & Arnold Palmer |
| 13  | 5 april 1964      | Greater Greensboro Open          | 68-70-73-66=277 | −3    | Won de play-off van Doug Sanders                |
| 14  | 12 februari 1967  | Phoenix Open Invitational        | 69-67-69-67=272 | −12   |                                                 |
| 15  | 12 maart 1967     | Florida Citrus Open Invitational | 70-67-67-70=274 | −10   |                                                 |
| 16  | 11 juni 1967      | Buick Open Invitational          | 72-72-70-68=283 | −5    |                                                 |
| 17  | 21 juli 1968      | PGA Championship                 | 71-71-70-69=281 | +1    |                                                 |
| 18  | 18 augustus 1968  | Westchester Classic              | 70-65-69-68=272 | −16   |                                                 |

Overige
- 1951: Massachusetts Open
- 1956: Carolinas PGA Championship
- 1964: Carolinas PGA Championship
- 1979: South Florida PGA Championship

Senior
- 1971: PGA Seniors' Championship
- 1977: PGA Seniors' Championship
- 1979: Legends of Golf (met Roberto DeVicenzo)

## Teamcompetities
USA
- Ryder Cup: 1959 (winnaars), 1963 (winnaars), 1965 (winnaars), 1967 (winnaars)
- World Cup: 1953, 1968